# Matkasseföretag
Matkasseföretag är företag som specialiserat sig på att regelbundet leverera livsmedel i matkassar kombinerat med färdiga recept direkt till konsumenter. Kunderna tecknar sig för en prenumeration och leveransen sker ofta en gång per vecka eller varannan vecka.
Matkassarna är anpassade för olika typer av familjer och smaker. De vanligaste innehåller fem måltider för fyra personer, men på senare tid har det kommit varianter för två personer. Det finns ett flertal matkasseföretag och livsmedelsbutiker som levererar matkassar med tillhörande recept hem till kunden. De olika företagen kan ha olika utbud och leverera till olika platser.  
Tjänsten kommer ursprungligen från Sverige och uppfanns i oktober 2007 av företaget Middagsfrid. Sedan dess har konceptet vuxit och expanderat till flera länder i Europa, Oceanien och Nordamerika. De vanligaste leverantörerna av matkassar i Sverige (2023) var Hello Fresh, Linas Matkasse och Matkomfort. 